# Jacob Mayer (Mundartdichter)

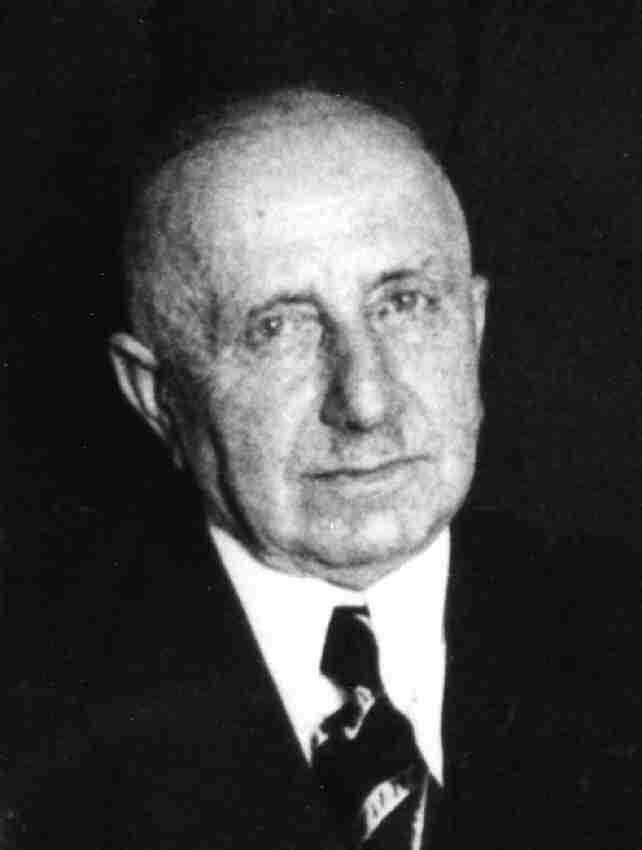
Mundartdichter Jacob Mayer

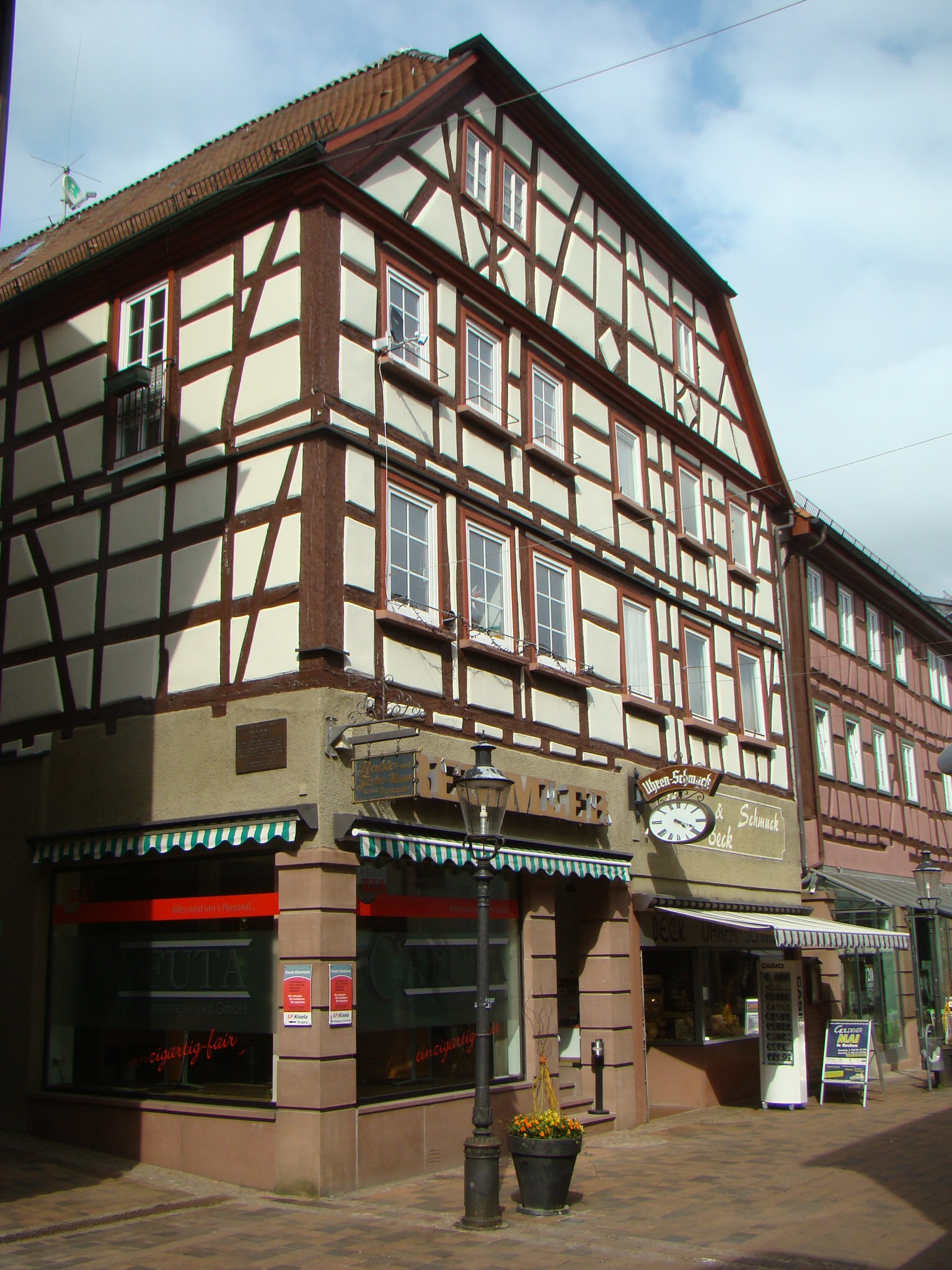
Geburts- und Wohnhaus in der Buchener Marktstraße

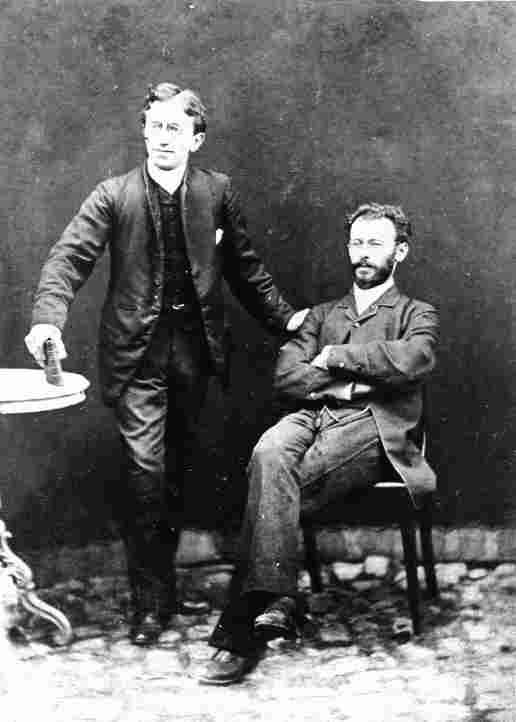
Jacob Mayer (links stehend) im Jahre 1887 mit Jakob Schwerin

Jacob Mayer (* 5. Januar 1866 in Buchen (Odenwald); † 11. Juni 1939 ebenda) war jüdischer Bürger von Buchen und Mundartdichter.

## Leben
Jacob Mayer wurde am 5. Januar 1866 in Buchen als Sohn einer jüdischen Familie geboren. Nach dem Tod des Vaters führte er das Textilgeschäft für Damen- und Herrenmode in der Buchener Marktstraße 13/15 fort. In seinem Laden gab es neben Textilien Lederwaren, Parfum und Schreibwaren zu kaufen.
Jacob Mayer war in Buchen tief verwurzelt. In zahlreichen Vereinen engagierte er sich. So war er Vorsitzender der Ortsgruppe des Odenwaldklubs und Schriftführer der Buchener Casinogesellschaft. Zeitweise war er außerdem im Vorstand der jüdischen Gemeinde.
Er verfasste zahlreiche Lieder und Gedichte in Buchener Mundart, die bis heute gespielt und aufgeführt werden – besonders an Fastnacht und zum Schützenmarkt. Er gilt als Vordenker und Ideenlieferant der Buchener Faschenacht in den 1920er und 1930er Jahren. Auch heute noch hat der Dichter Spuren hinterlassen. Eines seiner Gedichte handelt von der Figur des Bleckers, eines Menschen der „bäuchlings auf einem Sockel liegt, die Zunge herausstreckt und seinen blanken Hintern zeigt.“ Dieser war in der historischen Stadtmauer dargestellt und steht symbolisch für die Buchener Fastnacht. Bekannt wurde außerdem sein Gedicht Kerl wach uff!, das mit einer Melodie von Karl Tschamber, dem Buchener Dirigenten der Stadtkapelle, als „Buchener Narrenmarsch“ fest zur Tradition gehört. Mayer selbst war Elferratspräsident der Gemeinde.
In der Zeit des Nationalsozialismus konnte Jacob Mayer seine verschiedenen Ämter in den Vereinen nicht weiterführen. Er wurde vom öffentlichen Leben ausgeschlossen. Durch den Boykott der jüdischen Geschäfte verarmte und vereinsamte er ab 1933 zunehmend. Eine Auswanderung kam für den heimatverbundenen Jacob Mayer nicht in Frage.
Am 11. Juni 1939 nahm er sich auf dem Dachboden seines ehemaligen Wohn- und Geschäftshauses das Leben. Als einer der letzten wurde er auf dem Jüdischen Friedhof Bödigheim bestattet, bevor dieser von den Nationalsozialisten geschlossen wurde.

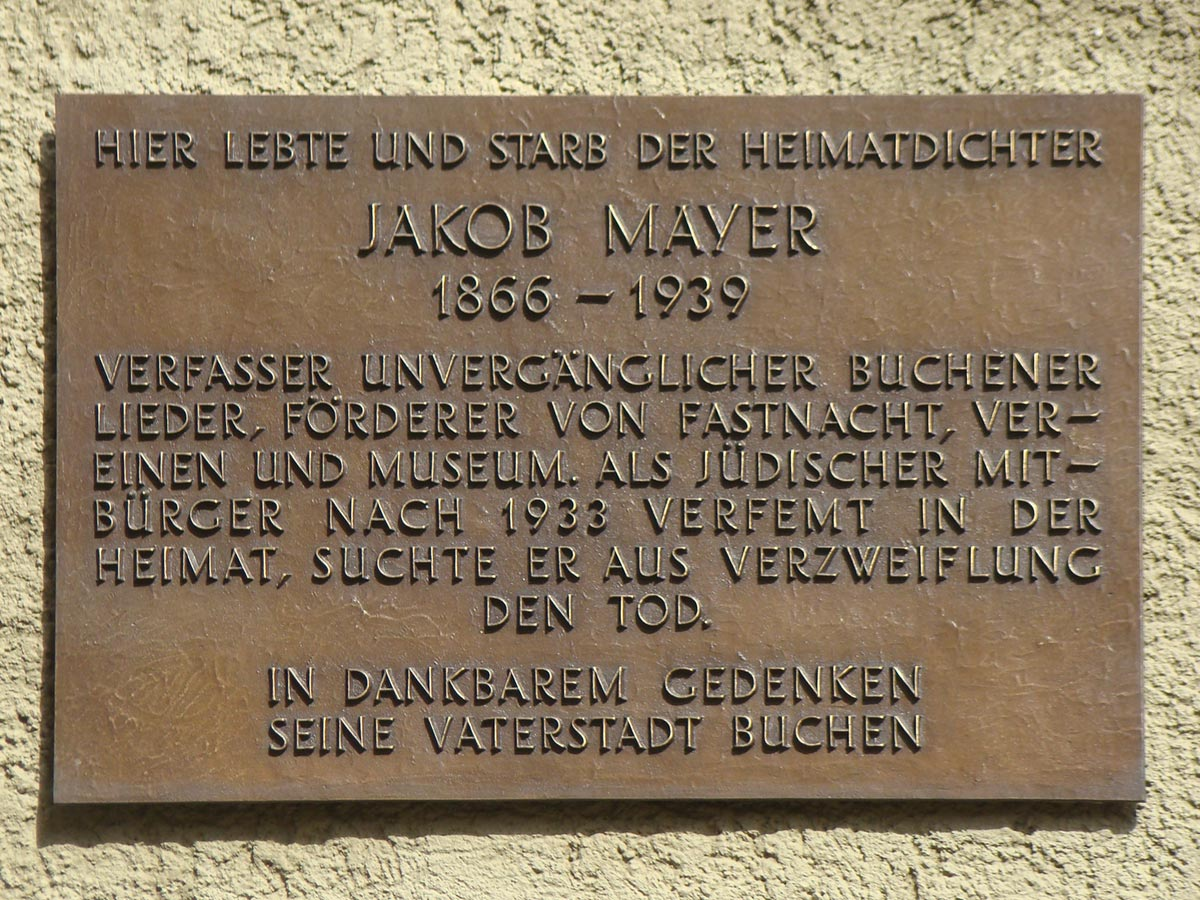
Gedenktafel an Mayers Geburtshaus

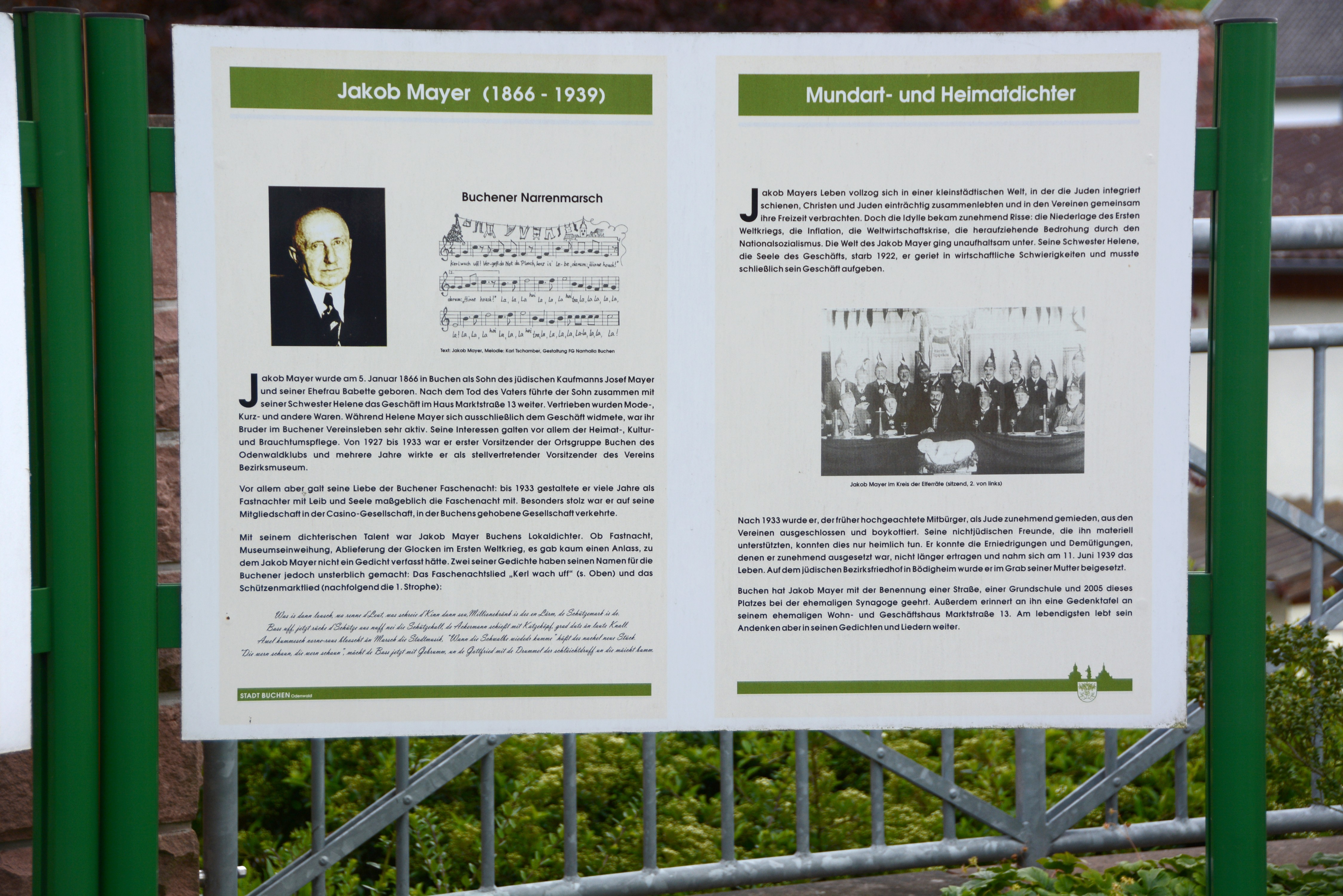
Infotafel in Buchen

In Buchen wurden, allerdings in abweichender Schreibweise des Vornamens, eine Straße (Jakob-Mayer-Weg), eine Grundschule (Jakob-Mayer-Grundschule) und ein Platz (Jakob-Mayer-Platz an der ehemaligen Synagoge, 2008) nach ihm benannt sowie eine Gedenktafel aufgestellt.

## Beispiel seines Werkes
Auszug aus dem Mundartgedicht „Ma Buche!“
Im Schlehebluuscht versteckelt,
tief nei’s Daal geduckt,
leit dunne hart am Wald, e Paradiesch!
Vum Waartdoorn naab uf all die Pracht geguckt:
Geit’s dann ebbs schöner’sch? Nergets! For gewisch!
Du sonscht im ganze, weite lann rimm suche –
’S geit nor ä(n) sottis Paradiesch!
Un des bisch Du! Ma Buche!